# 8218 Hosty
8218 Hosty este un asteroid din centura principală de asteroizi.

## Descriere
8218 Hosty este un asteroid din centura principală de asteroizi. A fost descoperit pe 8 mai 1996 la Siding Spring de Robert H. McNaught. Asteroidul prezintă o orbită caracterizată de o semiaxă mare de 2,32 ua, o excentricitate de 0,16 și o înclinație de 3,3° în raport cu ecliptica.